# Amy Coney Barrett
Amy Vivian Coney, sposata Barrett (New Orleans, 28 gennaio 1972), è un avvocato e giurista statunitense, dal 27 ottobre 2020 giudice associato della Corte suprema degli Stati Uniti d'America.
La filosofia giudiziaria di Barrett è quella del suo ex capo e mentore, Antonin Scalia, che assorbe i principi della "dottrina originalista": la Costituzione non va interpretata, ma applicata alla lettera.
Già professoressa di legge alla Notre Dame Law School, il 26 settembre 2020 il Presidente Donald Trump l'ha proposta come giudice della Corte suprema degli Stati Uniti d'America per sostituire Ruth Bader Ginsburg. Il 26 ottobre 2020 il Senato ne ha confermata la nomina con 52 voti favorevoli e 48 contrari (tutti i democratici e un repubblicano le votarono contro) e lo stesso giorno Coney Barrett ha prestato giuramento alla Casa Bianca davanti al giudice Clarence Thomas; il giorno seguente, presso la sede della Corte suprema degli Stati Uniti d'America, il Presidente della Corte John G. Roberts le ha impartito il giuramento ufficiale, consentendole così di entrare carica.

## Biografia
Barrett è nata e cresciuta a New Orleans, in Louisiana. È la maggiore di sette figli, con cinque sorelle e un fratello. Suo padre, Michael Coney, lavorava come avvocato per la Shell Oil Company; sua madre era insegnante di francese. Il nonno materno, Bobby Vath, combatté con la Marina nella seconda guerra mondiale, scrivendo quasi 700 lettere alla nonna materna di Barrett, Jeanne Daste. Una selezione di quelle lettere è stata pubblicata in un libro di memorie, The Sea Bag: Hurricane Katrina and a Love Revealed.
Cresciuta in un sobborgo di New Orleans, Metairie, nel 1990 Barrett si è diplomata alla St. Mary's Dominican High School, quindi si è laureata con il massimo dei voti in letteratura inglese al Rhodes College. Ha poi frequentato la Notre Dame Law School come kiley fellow (una borsa di studio completa), ottenendo, per essere stata la prima nella sua classe, il Premio Hoynes, la più alta onorificenza della facoltà di giurisprudenza.
Dopo la laurea, Barrett ha lavorato come assistente legale del giudice Laurence Silberman della Corte d'Appello degli Stati Uniti per il Distretto di Columbia. Ha poi trascorso un anno come impiegato presso il giudice associato Antonin Scalia della Corte Suprema degli Stati Uniti. In entrambi i tirocini, era l'unica donna assistente legale.
Dal 1999 al 2002 ha esercitato la professione forense presso Miller, Cassidy, Larroca & Lewin a Washington.
Barrett ha lavorato come professore associato in visita presso la George Washington University Law School per un anno prima di tornare, nel 2002, alla Notre Dame Law School. Qui ha insegnato diritto costituzionale e interpretazione statutaria. Barrett è stata nominata professore di diritto nel 2010 e dal 2014 al 2017 ha ricoperto la cattedra di diritto di Diane e MO Miller Research. Il suo lavoro si concentra sul diritto costituzionale, l'originalismo, l'interpretazione statutaria e lo stare decisis. Le sue tesi accademiche sono state pubblicate su riviste come Columbia, Cornell, Virginia, Notre Dame e Texas Law Reviews.
Alla Notre Dame Barrett ha ricevuto tre volte il premio Distinguished Professor of the Year. Barrett ha continuato a insegnare, pur essendo giudice in carica.

### Servizio giudiziario federale
Ha prestato giuramento per la sua nomina come giudice del Settimo Distretto davanti al giudice Laurence Silberman, per il quale la Barrett ha lavorato per la prima volta dopo l'università. L'8 maggio 2017 il presidente Donald Trump l'ha nominata alla Corte d'appello degli Stati Uniti per il Settimo Distretto, dopo che il giudice John Daniel Tinder aveva rassegnato le dimissioni. Il 6 settembre 2017 si è riunita la Commissione Giustizia del Senato per la sua nomina. Durante l'udienza, il senatore Dianne Feinstein ha interrogato la Barrett in merito ad un articolo, scritto in una rivista giuridica insieme con il professor John H. Garvey e pubblicato nel 1988, in cui ha sostenuto che i giudici cattolici dovrebbero in alcuni casi ritirarsi dai casi di pena di morte a causa delle loro obiezioni morali alla pena di morte. L'articolo concludeva che il giudice del processo avrebbe dovuto fare un passo indietro.

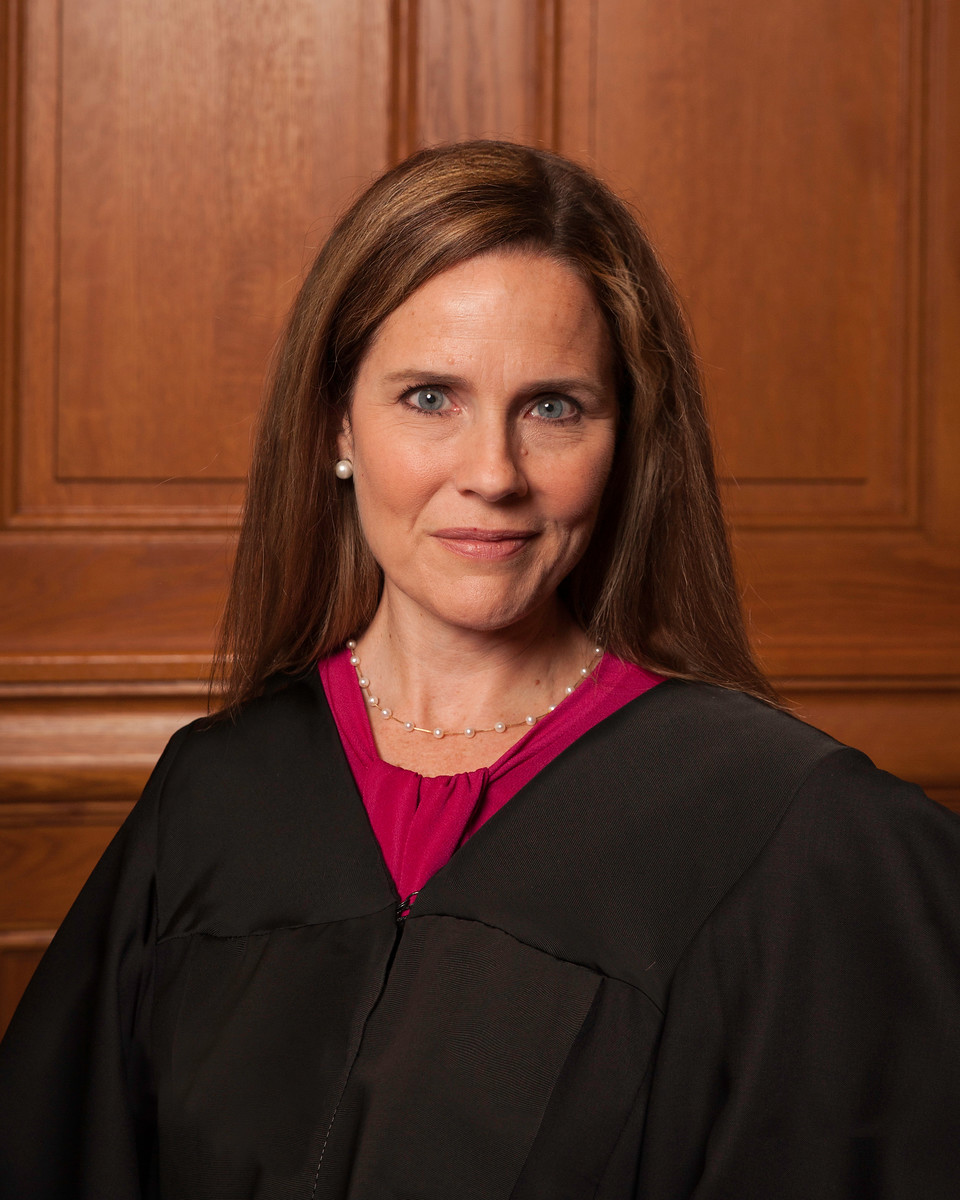
Ritratto ufficiale di Amy Coney Barrett come Giudice della Corte d'Appello per il 7º Distretto, 2017

Alla domanda di "approfondire le dichiarazioni e discutere come lei vede la questione della fede rispetto all'adempimento della responsabilità come giudice oggi", Barrett ha risposto di aver partecipato a molti appelli contro la pena di morte mentre prestava servizio come assistente legale di Scalia, aggiungendo: "La mia appartenenza alla chiesa o la mia fede religiosa non inciderebbero sull'adempimento dei miei doveri di giudice". Aggiungendo anche che "non è mai appropriato che un giudice imponga le convinzioni personali sulla legge, sia che derivino dalla fede o da qualsiasi altra cosa". Preoccupata che la Barrett non avrebbe sostenuto "Roe v. Wade" date le sue convinzioni cattoliche, Dianne Feinstein ha commentato così alla risposta della Barrett: "Il dogma vive ad alta voce dentro di te, e questa è una preoccupazione".
L'udienza ha reso Barrett popolare tra i conservatori religiosi. L'interrogatorio di Feinstein e di altri senatori è stato criticato da alcuni repubblicani e da altri osservatori, come i presidenti universitari John I. Jenkins e Christopher Eisgruber, in quanto inchiesta impropria sul credo religioso di un candidato che ha impiegato un "test religioso" incostituzionale per l'ufficio. Lambda Legal, un'organizzazione per i diritti civili LGBT, ha firmato una lettera con altre 26 organizzazioni per i diritti dei gay che si oppongono alla nomina di Barrett. La lettera esprimeva dubbi sulla sua capacità di separare la fede dalle sue decisioni in materia di LGBT. Durante la sua audizione al Senato, Barrett fu interrogata sui precedenti legali LGBTQ storici come Obergefell v. Hodges, Stati Uniti v. Windsor e Lawrence v. Texas. Ha detto che questi casi sono "precedenti vincolanti" che intendeva "seguire fedelmente se confermati" alla Corte d'appello, come richiesto dalla legge.
La lettera firmata da Lambda Legal diceva: "Il semplice fatto di ripetere che sarebbe stata vincolata da un precedente della Corte Suprema non chiarisce - anzi, offusca - il modo in cui il professor Barrett interpreterà e applicherebbe il precedente di fronte al tipo di dilemmi che, a suo avviso, "mise in difficoltà i giudici cattolici". Carrie Severino del Judicial Crisis Network disse in seguito che gli avvertimenti dei gruppi di difesa LGBT sui candidati selezionati per sostituire il giudice Anthony Kennedy, incluso la Barrett, erano "molto esagerati", e le ha chiamate "tattiche per lo più spaventose". La nomina della Barrett è stata sostenuta da una lettera che 450 suoi ex alunni hanno firmato e inviato alla commissione giudiziaria del Senato a sostegno della sua nomina.
Il 5 ottobre 2017, la commissione giudiziaria del Senato ha votato 11-9 a favore della Barrett. Il 3 di ottobre, il Senato l'ha confermata con 55 voti contro 43 e tre democratici - Joe Donnelly, Tim Kaine e Joe Manchin - che hanno votato per lei. Barrett è la prima e finora l'unica donna ad occupare un posto nell'Indiana sul Settimo Distretto.

### Giudice della Corte Suprema

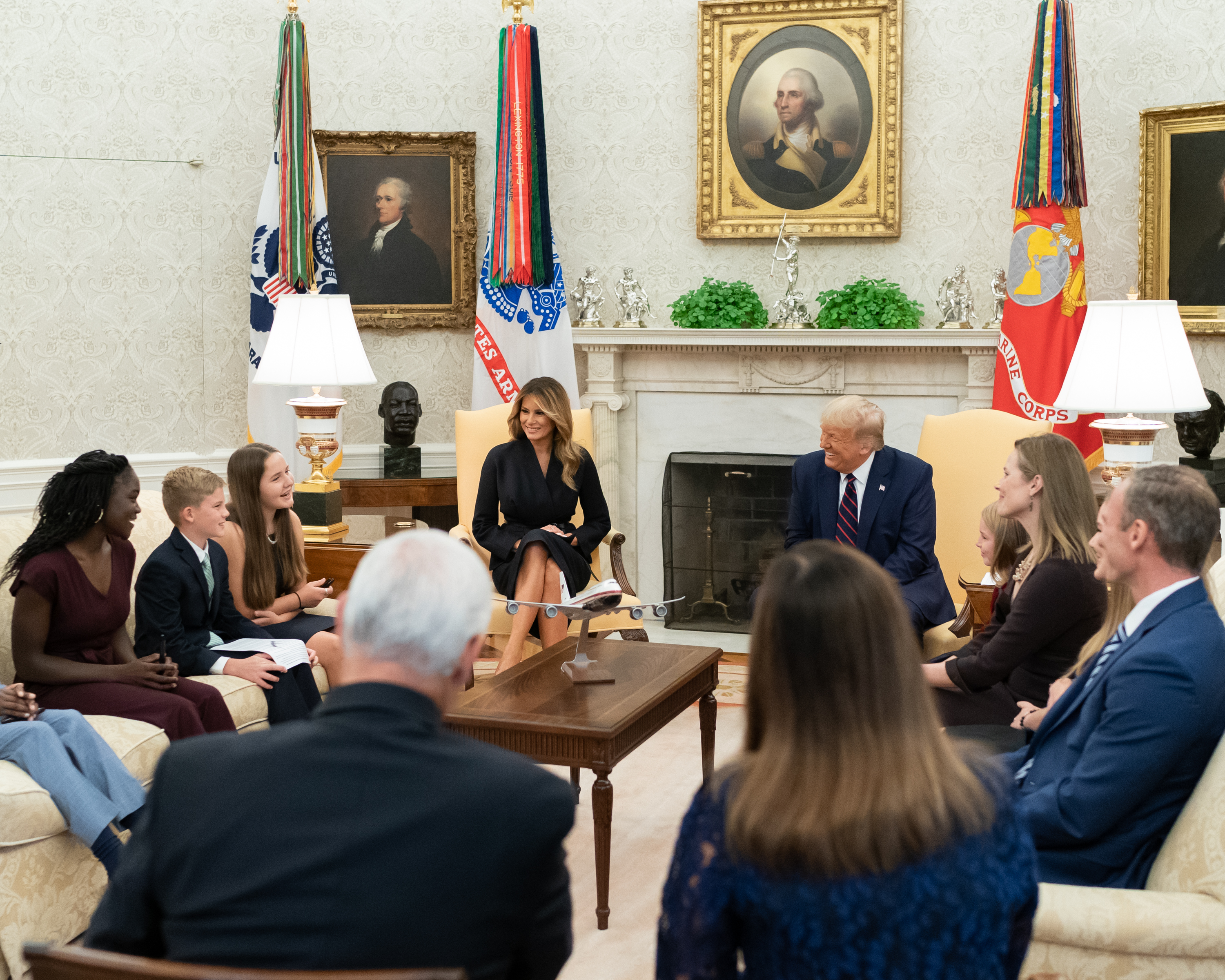
Barrett e la sua famiglia con il presidente Donald Trump e la first Lady Melania Trump il 26 settembre 2020

Barrett è stata nell'elenco di Trump dei potenziali candidati alla Corte Suprema dal 2017, quasi immediatamente dopo la conferma della sua nomina alla Corte d'appello. Nel luglio 2018, dopo l'annuncio del ritiro di Anthony Kennedy, sarebbe stata una dei tre finalisti presi in considerazione da Trump, insieme a Kavanaugh e al giudice Raymond Kethledge. Secondo quanto riferito, anche se a Trump piaceva la Barrett, era preoccupato per la sua mancanza di esperienza.
Dopo la scomparsa il 18 settembre 2020 di Ruth Bader Ginsburg, esponente democratica, Trump ha nominato la Barrett il 26 settembre 2020 alla Corte Suprema degli Stati Uniti nonostante l'opposizione dei Democratici, contrari alla conferma prima delle elezioni presidenziali del 2020. La votazione finale si è svolta al Senato il 26 ottobre 2020 e la Barrett è stata confermata con una maggioranza di 52 contro 48: hanno votato a favore tutti i senatori repubblicani, ad eccezione di Susan Collins, mentre tutti i 47 democratici hanno votato contro.
I giudici conservatori della Corte Suprema sono diventati così 6 su 9. Coney Barrett ha giurato alla Casa Bianca davanti al giudice Clarence Thomas e al presidente Trump.

## Vita privata

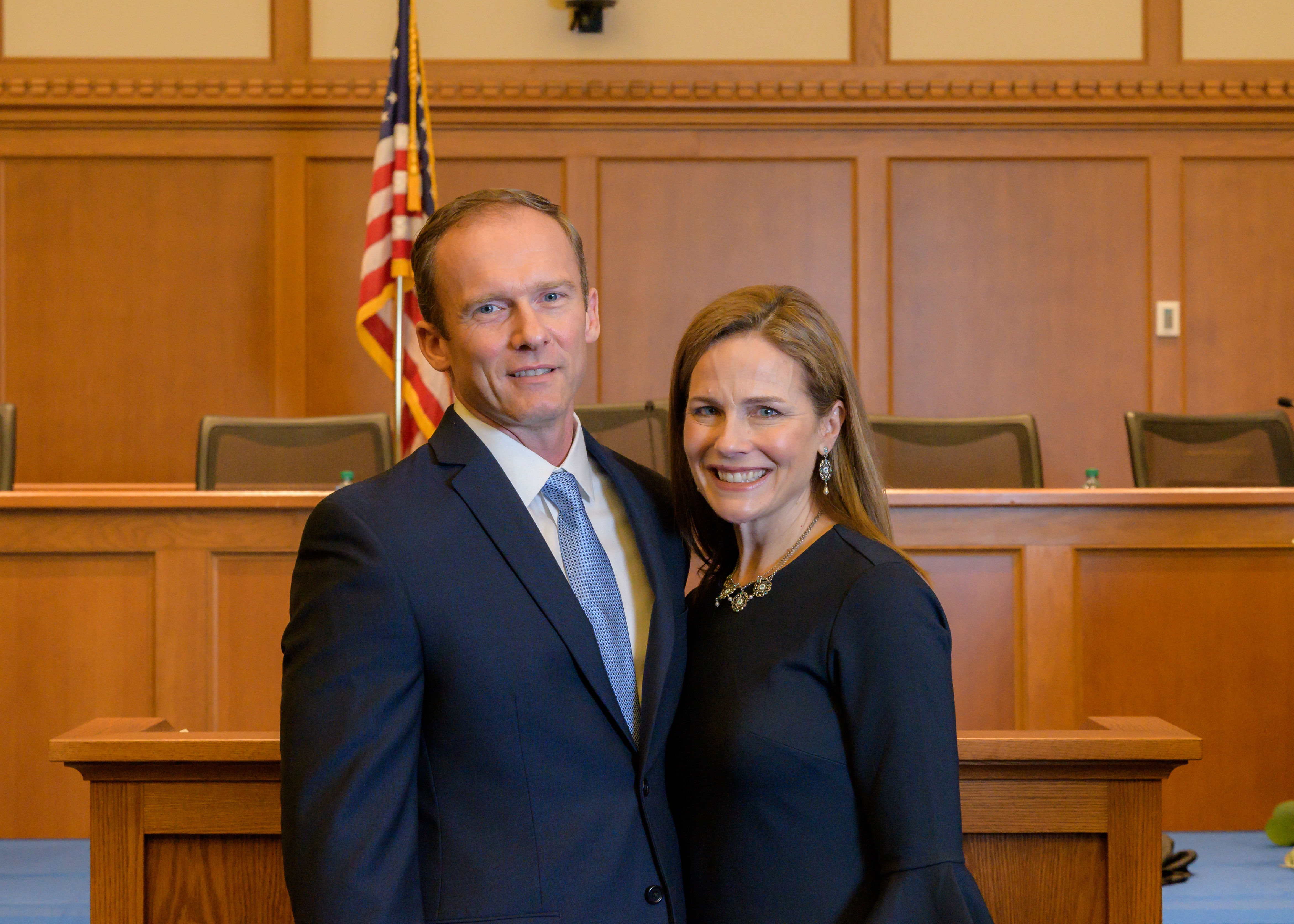
Il giudice Barrett con il marito Jesse, 2018

Barrett è sposata con Jesse M. Barrett, partner di SouthBank Legal a South Bend, Indiana, ed ex vice procuratore federale per il distretto settentrionale dell'Indiana. Vivono a South Bend e hanno sette figli: cinque figli biologici e due bambini adottati ad Haiti.
Cattolica praticante, nel settembre 2017 il The New York Times ha riferito che Barrett era membro attivo di un piccolo gruppo chiamato People of Praise, facente parte del Movimento carismatico.